# أوتو إتش ياكوبس
أوتو إتش ياكوبس (بالألمانية: Otto H. Jacobs)‏ هو اقتصادي ومؤلف وأستاذ جامعي ألماني، ولد في 12 أكتوبر 1939 في Bracht ‏ في ألمانيا.